# كيناز نوكليوسيد ثنائي الفوسفات

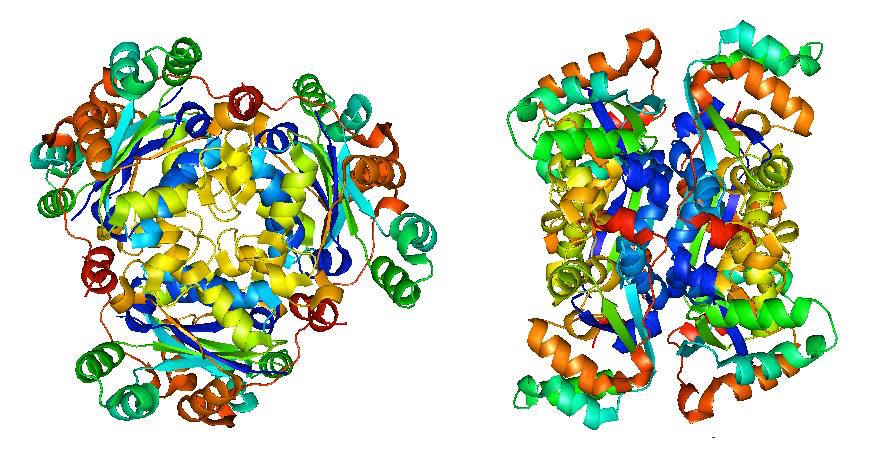
التركيب البلوري لـ NDPK في الإنسان ، يُنظر إليه من الأمام والجانب ، على التوالي: بواسطة حيود الأشعة السينية ، 2.2 Å

كينازات نيوكليوسيد ثنائي الفوسفات Nucleoside-diphosphate kinases، ويكتب أيضًا كيناز-NDP ) هو عبارة عن إنزيمات تحفز تبادل الفوسفات الطرفي بين نيوكليو سيد ثنائي الفوسفات (NDP) ونيوكليوسيد ثلاثي الفوسفات (NTP) ؛ وكذلك في تفاعل منعكس ينتج منه (NTP) . يعمل العديد من نيوكليوسيد ثنائي الفوسفات كمستقبل للفسفور - بينما يعد النيكليوسيد ثلاثي الفوسفات NTP هو المتبرع لمجموعة الفوسفات. يكون التفاعل العام عبر آلية تشبه لعبة "بينغ-بونغ " كما يلي: XDP + YTP → → XTP + YDP (يمثل كل من X و Y قاعدة نيتروجينية مختلفة). تحافظ أنشطة كيناز-NDP على التوازن بين تركيزات مختلفة من ثلاثي فوسفات النوكليوسيد ، على سبيل المثال ، عندما يتم تحويل غوانوزين ثلاثي الفوسفات (GTP) المنتج في دورة حمض الستريك (كريبس) إلى أدينوسين ثلاثي الفوسفات (ATP).  تشمل الأنشطة الأخرى تكاثر الخلايا ، والتمايز ، والتطوير ، ونقل الإشارة ، والمستقبلات المقترنة ببروتين G ، والتطعيم الخلوي ، والتعبير الجيني .

## البنية
كيناز-NDP عبارة عن بروتينات هكساميريك متجانسة مكونة من مونومرات تقريبًا بطول 152 حمضًا أمينيًا بوزن نظري يبلغ 17.17 كيلو دالتون.  تم العثور على المركب في الميتوكوندريا وفي سيتوبلازم الخلايا .

## الوظيفة
تم العثور علي كيناز NDP في جميع الخلايا ، ولا تظهر خصوصية خاصة تجاه أنواع قواعد النيوكليوسيد وهي قادرة على قبول النيوكليوتيدات و ثنائي أوكسيريبونيوكليوتيدات كركائز أو مانحين.  لذلك فإن كيناز نيوكلوسيد ثنائي الفوسفات NDPK هو مصدر سلائف الحمض النووي الريبي والحمض النووي ، باستثناء ATP.  يستخدم NDPK حركيات إنزيم محددة للتفاعل متعدد الركائز ، وهي آلية بينج- بونج . تدمج آلية بينج بونج فسفرة بقايا الهيستيدين عن طريق نقل مجموعة الفوسفات الطرفية (γ-فوسفات) من ATP إلى NDP β-فوسفات من أجل إنتاج نيكليوسيد ثلاثي الفوسفات NTP ، ويحفز NDPK مثل هذه التفاعلات القابلة للعكس.  نيكليوسيد ثلاثي الفوسفات يفسفر هيستيدين ، والذي بدوره يفسفر النيكليوسيد ثنائي الفوسفات NDP. يشار كيناز -NDP في تخليق النوكليوسيد ثلاثي الفوسفات (NTP) ، مثل غوانوزين ثلاثي الفوسفات (GTP) ، وسيتيدين ثلاثي الفوسفات (CTP) ويوريدين ثلاثي الفوسفات (UTP) ، و ثيميدين ثلاثي الفوسفات (TTP). 

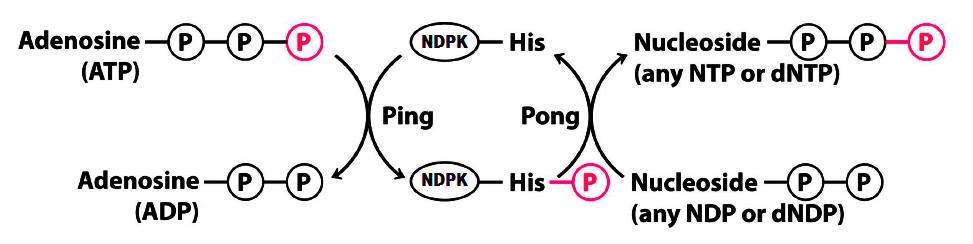
آلية بينج بونج المستخدمة من قبل كيناز-NDP

وراء هذا التفاعل البسيط على ما يبدو توجد آلية متعددة الخطوات. الخطوات الرئيسية لتحويل الفسفرة هي كما يلي:
- يرتبط NDPK بـ NTP1
- يتم نقل مجموعة الفسفوريل من NTP1 إلى His iفي الناحية النشطة من NDPK
- يتكون الانزيم المفسفر الوسيط
- يتم إصدار NDP1 المرتبط مبدئيًا من NDPK لإحضار NDP2 الجديد.
- يتم نقل مجموعة الفوسفوريل من NDPK-His إلى NDP2 أو dNDP2 ، مما يؤدي إلى إنشاء NTP2 منضمة.
- NDPK تطلق NTP2 الجديد.

كل خطوة هي جزء من عملية عكسية ، بحيث يكون التوازن متعدد الخطوات بالشكل التالي.
NDPK + NTP ↔ NDPK ~ NTP ↔ NDPK-P ~ NDP ↔ NDPK-P + NDP
تختلف أدوار كينار- NDP في برامج نيوكليوسيد ثلاثي الفوسفاتNTP بشكل عام ، تجلب الكينازات NTPs لتخليق الحمض النووي. ويتم توفير CTP لتخليق الدهون ، و UTP لتخليق السكريات بينما يستخدم GTP لاستطالة البروتين ونقل الإشارات .  أثناء نقل الإشارة بوساطة cAMP ، يكون كيناز - NDP مسؤولاً عن فسفرة GDP المنطلق من بروتينات G التي يتم تنشيطها من رابطات المستقبلات ؛ بمجرد أن يتبرع أدينوسين ثلاثي الفوسفات بمجموعة الفوسفات عبر نشاط كيناز -NDP ، فإن GTP تصبح مرطبتة .  زيادة نشاط كيناز نيوكليوسيد ثنائي الفوسفات NDPK المرتبط بالغشاء ينتج عنه تخليق cAMP. يتحكم كيناز-NDP في قنوات البوتاسيوم K+ ، وبروتينات G ، وإفراز الخلية ، وإنتاج الطاقة الخلوية ، وتوليف UTP.

## التنظيم

### تثبيط بواسطة AMPK
عادة ما يستهلك كيناز -NDP جزئيات الأدينوسين ثلاثي الفوسفات ATP ، وهو النوكليوتيد الأكثر وفرة في الخلية ، ويخزن النيوكليوتيدات. ومع ذلك ، فإن استهلاك ATP سيؤثر بالتأكيد على توازن الطاقة الخلوية ، مما يؤدي إلى تنظيم لبروتين كيناز النشط .  يعمل ( AMPK ) كمستشعر للطاقة وينظم مسارات ATP عن طريق التحويل بين المسارين : توليد أم عدم التوليد . بسبب هذا النشاط ، يمكن أن يمنع  بروتين كيناز النشط  بشكل مباشر كيناز-NDP من خلال الفسفرة . لكي نكون أكثر تحديدًا  يدعم كيناز-NDP إنتاج النيوكليوتيدات في الحالات الخلوية عالية الطاقة ومنخفضة الإجهاد. ومع ذلك  يمكن أن يحدث هذا فقط عندما يتم تعطيل بروتين كيناز النشط لأن الحالات الخلوية منخفضة الضغط لـأدينوسين ثلاثي الفوسفات ATP تؤدي إلى تنشيط بروتين كيناز النشط ، مما يقلل في النهاية نشاط كيناز-NDP عن طريق فسفرة بقية السيرين.

## أنظمة بدائية النواة
في معظم بدائيات النوى ، يكون إنزيم كيناز-NDP رباعي النواة . تم الإبلاغ عنه في عدد من مسببات الأمراض. تمت دراسة وظيفة كيناز- NDP في الإشريكية القولونية ، و العصوية الرقيقة ، والسالمونيلا التيفية ، ميكروكوكوي لوتيوس ، و ميكسوكوكوس كسانتوس .  يشكل كيناز-NDP في بدائية النواة مقياسًا متماثلًا وظيفيًا. يتضمن نشاط كيناز نيوكليوسيد ثنائي فوسفات نقل γ-فوسفات من نيكليوسيد ثلاثي الفوسفات (NTP) إلى نيوكليوسيد ثنائي الفوسفات (NDP) ، حيث يمكن أن يكون N1 و N2 ريبو-أوكسي ريبونوكليوسيد أو ديوكسي ريبونوكليوسيد. يتم ذلك عن طريق وسيط فوسفوهستيدين عالي الطاقة. إلى جانب المشاركة في تخليق نيوكليوتيدات بيريميدين ، يشارك كيناز- NDP في بدائيات النواة أيضًا في العديد من دورات التمثيل الغذائي. كما تم اكتشاف كيناز- NDP أيضًا ليكون بمثابة بروتين هيستيدين كيناز ، والذي يتضمن فسفرة هيستيدين معروفة -وقابلة للانعكاس- كإشارة تنظيمية .  ومع ذلك ، في معظم بدائيات النوى ، تشارك مستويات تعبير كيناز-NDP في نمو الخلية وتطورها وتمايزها في الكائن الحي ، وخاصة البكتيريا .

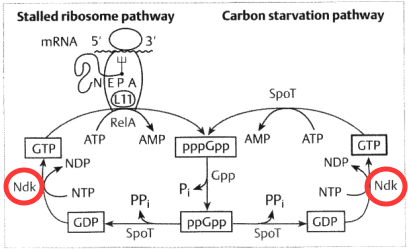
كيناز-NDP هو الإنزيم الذي يؤدي إلى إزالة الفسفرة من GTP إلى GDP في دورة بي بي جي بي بي.

### التمثيل الغذائي (بي)بي بي جي بي بي
في دورة التخليق الحيوي (ب) بي بي جي بي بي ، يلعب كيناز - NDP دورًا مهمًا. عندما لا يكون tRNA موجودا مشحون في موقع A للريبوسوم ، فإن الريبوسوم سوف يتوقف ويؤدي إلى تخليق جزيء غوانوزين خماسي الفوسفات ((ب) بي بي جي بي بي). التخليق الحيوي ((ب) بي بي جي بي بي) هو جزء من مسار استقلاب البيورين وينسق سلسلة من الأنشطة الخلوية استجابة للوفرة الغذائية.  يتم تشغيل تخليق ((ب) بي بي جي بي بي) عن طريق تجويع الكربون ، أو نقص الكربون في بيئة الخلية ، ويؤدي إلى تنشيط البروتين '''سبوت'''. يعمل "سبوت " جنبًا إلى جنب مع كيناز-NDP ويعمل كلاهما بمثابة إنزيمات أساسية في دورة التخليق الحيوي ((ب) بي بي جي بي بي). يقوم NDPK بتجميع تشكيل GDP من GTP عبر نزع الفسفرة. 

### وظيفة الجين Nm23
في حين أن الآلية الجزيئية الحيوية التي يعمل بها الجين Nm23 في الخلايا غير معروفة حاليًا ، كما هو الحال في معظم بدائيات النوى ، تحدد مستويات التعبير عن كيناز نيوكليوسيد ثنائي الفوسفات نمو الخلايا وتمايزها.  عادة يشارك الجين Nm23 (NME) في قمع ورم خبيث في البشر. في بدائيات النوى يشارك الجين Nm23 في التطور الطبيعي للخلايا والتمايز. تم العثور على متماثلات محفوظة بشكل كبير للجين Nm23 في بدائيات النوى ، وبشكل أكثر تحديدًا في ميكسوكوكوس كسانتوس ، وهي بكتيريا سالبة الجرام في التربة. تم إغلاق متماثلات Nm23 في إم. كسانتوس ووصفت بأنها كيناز نيوكليوسي ثنائي الفوسفا ت (جين ndk) ويبدو أنها ضرورية لنمو ميكسوكوكوس . كسانتوس . أثناء تطور إم. كسانتوس ، ظهر أيضًا أن نشاط كيناز نيوكليوسيد ثنائي الفوسفات ينخفض بشكل كبير. 

## أنظمة حقيقية النواة
هناك ما لا يقل عن أربعة أشكال تصاوغية نشطة إنزيمياً لـكيناز-NDP في البشر هي : NDPK-A و NDPK-B و NDPK-C و NDPK-D. جميع الأشكال التصاوغية الأربعة لها هياكل متشابهة جدًا ويمكن أن تتحد بأي شكل لتصبح NDPK سداسية الوظيفية. يُعتقد أن NDPK يشارك في إشارات عبر الغشاء في الخلايا حقيقية النواة. 

### في البشر
في الأنظمة حقيقية النواة ، يتمثل دور NDK في تصنيع نيوكليوسيدات ثلاثية الفوسفات أخرى بخلاف ATP. يتم نقل فوسفات جاما ATP إلى NDP بيتا فوسفات عبر آلية بينج -بونج ، باستخدام وسيط موقع نشط مفسفر ، وتوليف منتجات مثل UTP. تمتلك NDK كيناز نوكليوسيد ثنائي الفوسفات ، بروتين كيناز سيرين/ ثريونين ، و جيرانيل ، وكيناز فارنزيل بيروفوسفات كيناز ، وبروتين هيستيدين كيناز ، وأنشطة نوكلياز خارجية 3'-5 '. وتشارك عملياتها في تكاثر الخلايا والتمايز والتطور والتعبير الجيني في الخلايا البشرية. إنه أيضًا جزء من عملية التطور العصبي ، والتي تشمل النمذجة العصبية وتحديد مصير الخلية. علاوة على ذلك ، يشارك كيناز- NDP في عمليات نقل الإشارة "والالتقام " الخلوي للمستقبلات المقترنة بالبروتين G حيث ينقل مجموعة الفوسفات إلى الوحدات الفرعية G β وتحويل الناتج المحلي الإجمالي إلى GTP. تؤدي هذه الزيادة في تركيز GTP بالقرب من الوحدات الفرعية α بروتين G إلى تنشيط الوحدات الفرعية α البروتين G لإشارات بروتين G.  بالإضافة إلى الإشارات ، تشارك كيناز-NDP في التحكم في قنوات البوتاسيوم K+ وإفراز الخلية وإنتاج الطاقة الخلوية.

### في النباتات
التفاعلات الكيميائية الحيوية المحفزة بواسطة كيناز- NDP في النباتات مماثلة للأنشطة الموصوفة في البشر حيث يحدث نشاط الفسفرة الذاتية من ATP و GTP. بالإضافة إلى ذلك تحتوي النباتات على أربعة أنواع من الأشكال التصاوغية من NDPK. العصاري الخلوي من النوع الأول NDPK يشارك في التمثيل الغذائي والنمو واستجابات الإجهاد في النباتات.  يتركز النوع الثاني من NDPK في البلاستيدات الخضراء ويُعتقد أنه متورط في عملية التمثيل الضوئي وإدارة الإجهاد التأكسدي ، لكن وظيفته غير معروفة بعد بشكل واضح.  يستهدف النوع الثالث من كيناز نيوكليوسيد ثنائي الفوسفات ( NDPK * كلاً من الميتوكوندريا والبلاستيدات الخضراء ، ويشارك بشكل أساسي في استقلاب الطاقة.  الموقع والوظيفة الدقيقة للنوع الرابع NDPK ليست معروفة بعد وتحتاج إلى مزيد من البحوث .  بالإضافة إلى ذلك ، يرتبط كيناز نيوكليوسيد ثنائي الفوسفات ( NDPK ) مع H2O2 بإشارات كيناز البروتين المنشط بواسطة الميتوجين في النباتات. 

## الأمراض المتعلقة بـ NDPK
عشرة جينات بارالوجية ترمز لبروتينات كيناز-NDP ، والتي تنقسم إلى مجموعتين. تقوم المجموعة الأولى بتشفير البروتينات بوظائف NDPK. ترمز جينات المجموعة الأخرى لبروتينات مختلفة أخرى تعرض أنشطة NDPK منخفضة أو معدومة. في المجموعة الأولى ، تم تحديد أحد الجينات (المسمى NM23 ) كأول بروتين مثبط للورم الخبيث وكان جينه Nm23 أقل نشاطًا في الخلايا النقيلية. في تجربة مختلفة تمت زراعة الجين Nm23 البشري بالخلايا السرطانية وأظهر تثبيط ورم خبيث. كان مستوى البروتين NM23 متناسبًا عكسياً مع إمكانات النقائل للأورام الصلبة البشرية. ومع ذلك فإن أنواع الأورام الأخرى مثل سرطانات المبيض والورم الأرومي العصبي والأورام الخبيثة الدموية أظهرت مستويات من NM23 أعلى في عينات المرضى. لذلك فإن فهم الأساس البيولوجي لعائلة الجينات Nm23 ضروري للحصول على معرفة كاملة عن نتائجها المتنوعة.

### أمراض القلب والأوعية الدموية
ارتبط الجين Nme2 ، وهو أحد جينات NDPK ، بوظائف القلب والأوعية الدموية . من المعروف أن الجين Nme2 يشكل معقدًا مع وحدة بيتا الفرعية لبروتين G غير المتجانسة في خلايا القلب وينظم انقباض القلب. هناك وظيفتان من Nme2 تسمحان بمثل هذا التنظيم ؛ أحدهما هو نشاط هيستيدين كيناز ، وهو فسفرة القنوات لتنظيم ما يمر والآخر هو وظيفة سقالة لتشكيل الكهوف . أظهر استنفاد تفاعل Nme2 / كافيولين انخفاضا في معدل انقباض القلب.  علاوة على ذلك كشفت المزيد من الدراسات التي أجريت على أسماك الزيبرا أن استنفاد NDPK له تأثير ضار على أداء القلب. 

### Nme1 و Nme2 كقمع للورم الخبيث
كان هناك الكثير من الجدل حول ما إذا كان الجين NM23 مسؤولاً عن قمع أو تنشيط ورم خبيث. ظل الجانبان المتناقضان حول هذا الموضوع غامضين وغير محددين طوال فترة دراسات كيناز نيوكليوسيد ثنائي الفوسفات . ومع ذلك ، بدأت التجارب الحديثة في إظهار دليل على أن NM23 مثبط للورم الخبيث. تم تصنيف Nme2 على أنه جين مضاد للورم الخبيث ، باستخدام تقنية شرائح الأنسجة والكيمياء المناعية . وعندما تواجد إفراط في إنتاج منتجات الجين Nme2 في خلايا سرطان المعدة ، كان هناك انخفاض في انتشار وهجرة هذه الخلايا السرطانية. كشفت مزارع الخلايا أن الجين Nme2 يؤثر على خلايا سرطان المعدة ، ولكن لا يزال السؤال مطروحًا حول ما الذي ينظم أنشطة Nme2 بين أنواع السرطان المختلفة.  تم العثور على Nme1 بأعداد كبيرة في خطوط فرعية نقيلية ضعيفة من خلايا الورم الميلانيني . أيضًا ، أدى انتقال العدوى من Nme1 إلى خط سرطان الجلد النقيلي للغاية إلى تقليل الورم الخبيث بشكل كبير. تم اختبار هذه النظرية على الفئران أيضًا.
شكلت الفئران التي تعاني من نقص Nme1 نقائل رئوية أكبر من الفئران البرية ، مما يدل على أن هذا الجين له نشاط قمع. يحدث غزو السرطان بسبب التغيرات في التصاق الخلية وينتج عن تغيرات التعبير الجيني في الانتقال الظهاري واللحمة المتوسطة . من المثير للدهشة أن هناك العديد من جزيئات الالتصاق وعوامل الحركة ومسارات الإشارات وأحداث التحلل البروتيني وعلامات الانتقال الظهاري واللحمة المتوسطة وبرامج النسخ الأخرى التي تم ربطها ببروتينات Nme1. تعمل هذه البروتينات على مقاطعة الورم الخبيث عن طريق ربط البروتينات المعززة للورم. ترتبط بروتينات Nme1 بالبروتينات الفيروسية والجينات المسرطنة وغيرها من العوامل المعززة للورم الخبيث. قد يكون الارتباط غير مباشر باستخدام مجمع الإشارة. 

## أنظر أيضا
- نوكليوسيد
- النوكليوتيدات
- نيوكليوسيد أحادي الفوسفات
- نوكليوسيد ثلاثي الفوسفات
- كيناز ثيميدين
- كيناز ثيميديلات
- كيناز ثيميدين في الكيمياء السريرية
- سينثاز ثيميديلات

## روابط خارجية
- Nucleoside-Diphosphate+Kinase في المكتبة الوطنية الأمريكية للطب نظام فهرسة المواضيع الطبية (MeSH).

ر.ت.إ

2.7.4.6